# Réserve naturelle de Naryn
La réserve naturelle de Naryn ou réserve d’État de Naryn est une aire protégée kirghize située dans la province de Naryn. Créée en 1983, elle couvre 1 055,2 km2.

## Description
La réserve couvre 1 055,2 km2. Le cœur de la réserve est situé sur l'ubac au sud de la Naryn et les zones tampons sont situées au sud et au nord du cœur. La réserve accueille des alpages, des forêts d'épicéas, des zones rocheuses, des rivières, des glaciers et des plateaux. L'altitude varie de 2 300 à plus de 4 600 m. Le climat est continental montagnard. 

## Historique

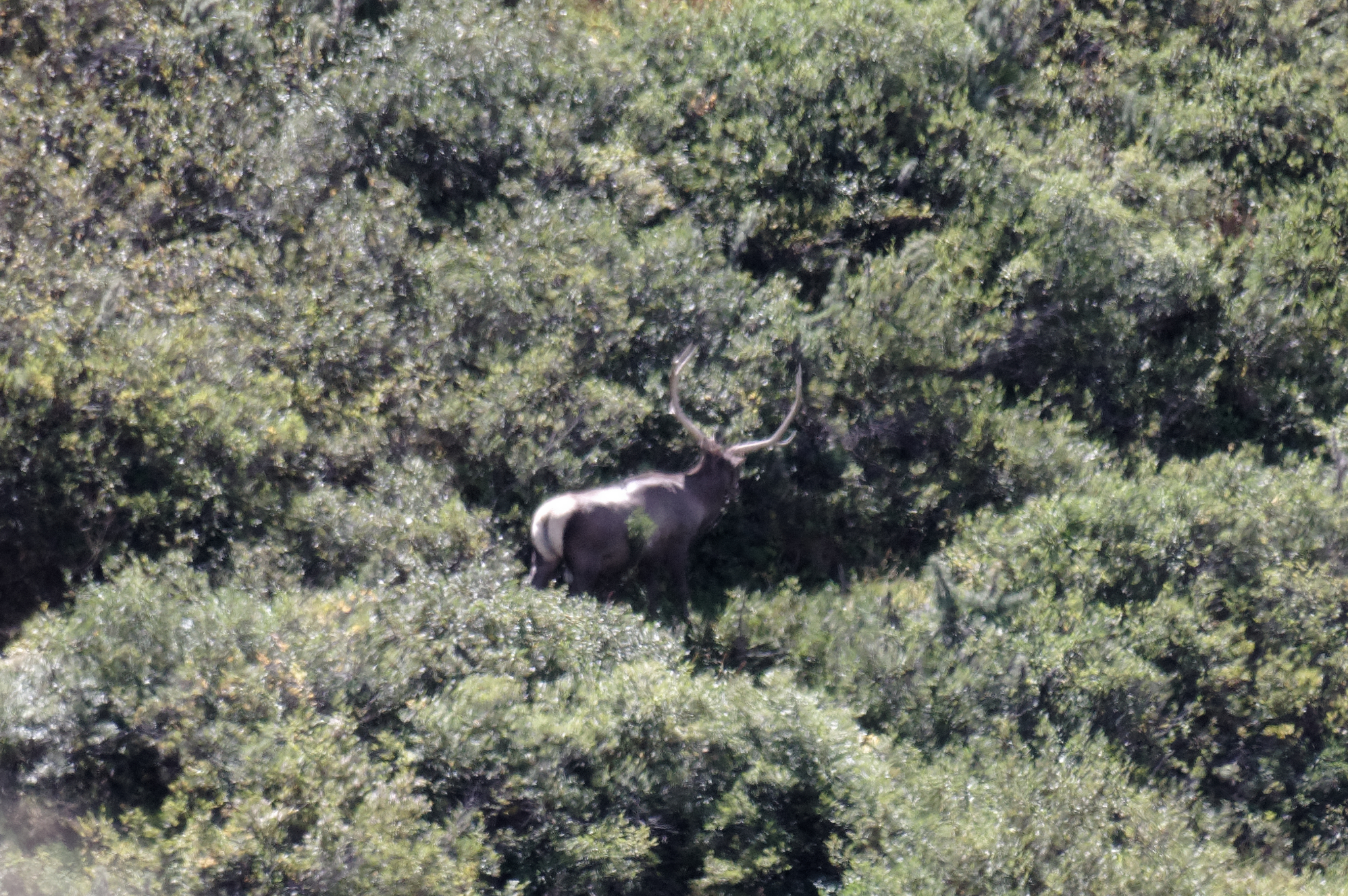
Un Wapiti du Tian Shan dans la réserve naturelle de Naryn.

La réserve naturelle de Naryn a été créée en 1983 par une résolution du Conseil des ministres de la république socialiste soviétique du Kirghizistan du 29 décembre 1983, n°671 (О создании Нарынского государственного заповедника : « Création de la réserve d’État de Naryn »). La création de la réserve s'inscrit dans l'optique de protéger le Wapiti du Tian Shan (Cervus canadensis songaricus) et les forêts d'Épicéa de Schrenk (Picea schrenkiana).